# Salvifici doloris

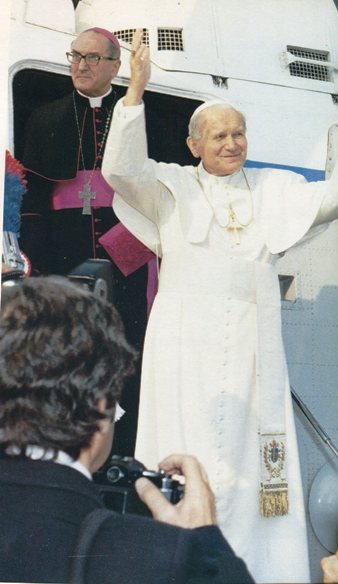
Juan Pablo II (1983).

Salvifici doloris  ("sufrimiento redentor") es una carta apostólica de febrero de 1984 del Papa Juan Pablo II. Su tema fue el sufrimiento en general a la luz de la cruz y el sufrimiento salvador redentor en particular. Fue publicada en relación con el Año Jubileo de la Redención de 1983.
Su texto bíblico fundacional fue tomado de las palabras del apóstol Pablo donde dijo: "Suplo en mi carne lo que falta de las aflicciones de Cristo por su cuerpo, que es la Iglesia". Col 1,24 La meditación fluye de la propia experiencia de duelo, enfermedad y dolor del Papa Juan Pablo II, incluida su recuperación del intento de asesinato de 1981.
El tema del sufrimiento redentor o colaboración en el sufrimiento está incluido en el Catecismo de la Iglesia católica.

## Alusiones bíblicas
Las alusiones bíblicas en el documento incluyen los sufrimientos de Pablo Apóstol, el Poema del Siervo doliente Is 53, 10-12 y Jesús en la parábola del buen samaritano.

## Citas
«Quienes participan en los sufrimientos de Cristo tienen ante los ojos el misterio pascual de la cruz y de la resurrección, en la que Cristo desciende, en una primera fase, hasta el extremo de la debilidad y de la impotencia humana; en efecto, Él muere clavado en la cruz. Pero si al mismo tiempo en esta debilidad se cumple su elevación, confirmada con la fuerza de la resurrección, esto significa que las debilidades de todos los sufrimientos humanos pueden ser penetrados por la misma fuerza de Dios, que se ha manifestado en la cruz de Cristo. En esta concepción sufrir significa hacerse particularmente receptivos, particularmente abiertos a la acción de las fuerzas salvíficas de Dios, ofrecidas a la humanidad en Cristo. En Él Dios ha demostrado querer actuar especialmente por medio del sufrimiento, que es la debilidad y la expoliación del hombre, y querer precisamente manifestar su fuerza en esta debilidad y en esta expoliación..»
(Salvifici Doloris §23).

«En la cruz de Cristo no sólo se ha cumplido la redención mediante el sufrimiento, sino que el mismo sufrimiento humano ha quedado redimido. Cristo —sin culpa alguna propia— cargó sobre sí «el mal total del pecado». La experiencia de este mal determinó la medida incomparable de sufrimiento de Cristo que se convirtió en el precio de la redención.»
(Salvifici Doloris §18).

« Cristo ha elevado juntamente el sufrimiento humano a nivel de redención. Consiguientemente, todo hombre, en su sufrimiento, puede hacerse también partícipe del sufrimiento redentor de Cristo»
(Salvifici Doloris §19).